# Национальная консерватория (Чили)
Национальная консерватория (исп. Conservatorio Nacional de Música) — музыкальное учебное заведение, действовавшее в Чили в 1850—1968 гг. Располагалась в Сантьяго.
Инициатива создания консерватории принадлежала политику и любителю искусств Педро Паласуэлосу, которого убедил в целесообразности такого шага прибывший из Франции органист и музыкальный педагог Адольф Дежарден. 17 июня 1850 года манифест об учреждении консерватории подписал президент страны Мануэль Бульнес. Дежарден стал первым директором, почётным президентом была назначена певица Исидора Сегерс. Занятия в консерватории проходили три дня в неделю и были бесплатными, первоначально обучали только вокалу и игре на нескольких инструментах (фортепиано, орган, фисгармония, скрипка), курс гармонии и контрапункта был введён в 1877 году.
На исходе 1880-х гг. директор консерватории Мойсес Алькальде, пользуясь тесными дружескими отношениями с министром просвещения Баньядосом Эспиносой, добился значительного повышения престижа консерватории. В 1889 году при участии президента Бальмаседы был торжественно открыт концертный зал консерватории. На протяжении XIX века уровень консерватории оставался в значительной мере любительским, однако на рубеже веков был произведён масштабный донабор преподавателей (преимущественно европейцев), а в 1906 году позиции консерватории укрепило правительственное постановление о необходимости оказывать её выпускникам преимущество при замещении должностей учителя музыки в общеобразовательных учреждениях. Число студентов выросло с примерно 200 в 1870-е гг. до более чем 700 в 1911 году. Под руководством Энрике Соро приём в консерваторию стал расти ещё быстрее в ущерб качественным требованиям, и это стало одной из причин реформы 1928 года, которая привела к руководству консерваторией Армандо Карвахаля и способствовала утверждению более прогрессивных ориентиров и методов преподавания. В 1968 году консерватория была присоединена в качестве музыкального отделения к Национальному университету.

## Руководители

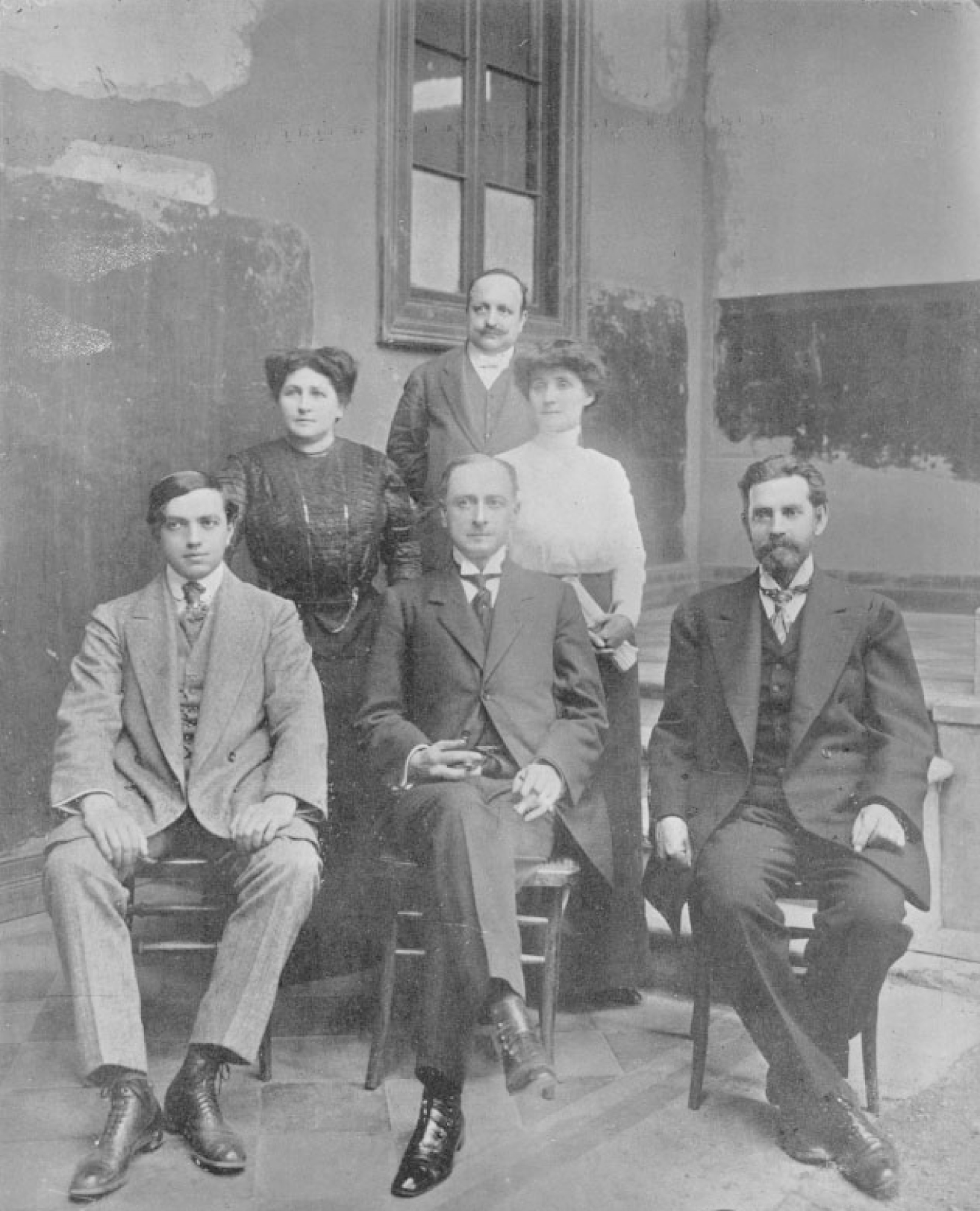
Руководство Национальной консерватории в 1911 году: директор Карлос Альдунате (в центре), заместитель директора и будущий директор Энрике Соро (слева)

| Директор             | Период    |
| -------------------- | --------- |
| Адольф Дежарден      | 1849—1855 |
| Тулио Эдуардо Эмпель | 1855—1857 |
| Хосе Сапиола         | 1857—1858 |
| Франсиско Олива      | 1858—1872 |
| Хуан Калисто Герреро | 1872      |
| Луис Реми            | 1872—1873 |
| Франсиско Родригес   | 1873—1875 |
| Мойсес Алькальде     | 1875—1877 |
| Тулио Эдуардо Эмпель | 1877—1886 |
| Этторе Контруччи     | 1886—1888 |
| Мойсес Алькальде     | 1888—1894 |
| Эмилио Кок           | 1894—1896 |
| Ханс Хартан          | 1896—1900 |
| Карлос Альдунате     | 1900—1919 |
| Энрике Соро          | 1919—1928 |
| Армандо Карвахаль    | 1928—1943 |
| Самуэль Негрете      | 1943—1947 |
| Рене Аменгуаль       | 1947—1954 |
| Эрминия Ракканьи     | 1954—1963 |
| Карлос Ботто         | 1963—1968 |

## Известные преподаватели
- Педро Умберто Альенде
- Луиджи Стефано Джарда
- Леопольдина Малушка
- Альберто Спикин

## Известные студенты
- Густаво Бесерра-Шмидт
- Эстебан Итурра
- Эва Лиминьяна
- Хуан Рейес
- Росита Ренар
- Америко Тритини